# کنفدراسیون ورزش‌ها و کمیته المپیک آفریقای جنوبی
کنفدراسیون ورزش‌ها و کمیته المپیک آفریقای جنوبی (آفریکانس: Suid-Afrikaanse Sportkonfederasie en Olimpiese Komitee) یک سازمان ورزشی است که نماینده کشور آفریقای جنوبی در کمیته بین‌المللی المپیک می‌باشد.
این سازمان که در سال ۱۹۹۱ تأسیس شده مسئول آماده‌سازی و اعزام ورزشکاران به بازی‌های المپیک، بازی‌های المپیک جوانان و بازی‌های آفریقایی است.